# Sangala peruviana
Sangala peruviana är en fjärilsart som beskrevs av Debauche 1937. Sangala peruviana ingår i släktet Sangala och familjen mätare. Inga underarter finns listade.